# Asclepias californica
Asclepias californica es una especie fanerógama perteneciente a la familia de las apocináceas. Es nativa de California y el norte de Baja California. 

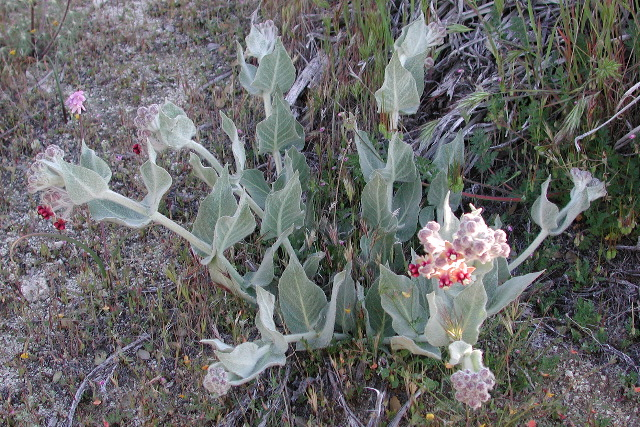
Planta en flor

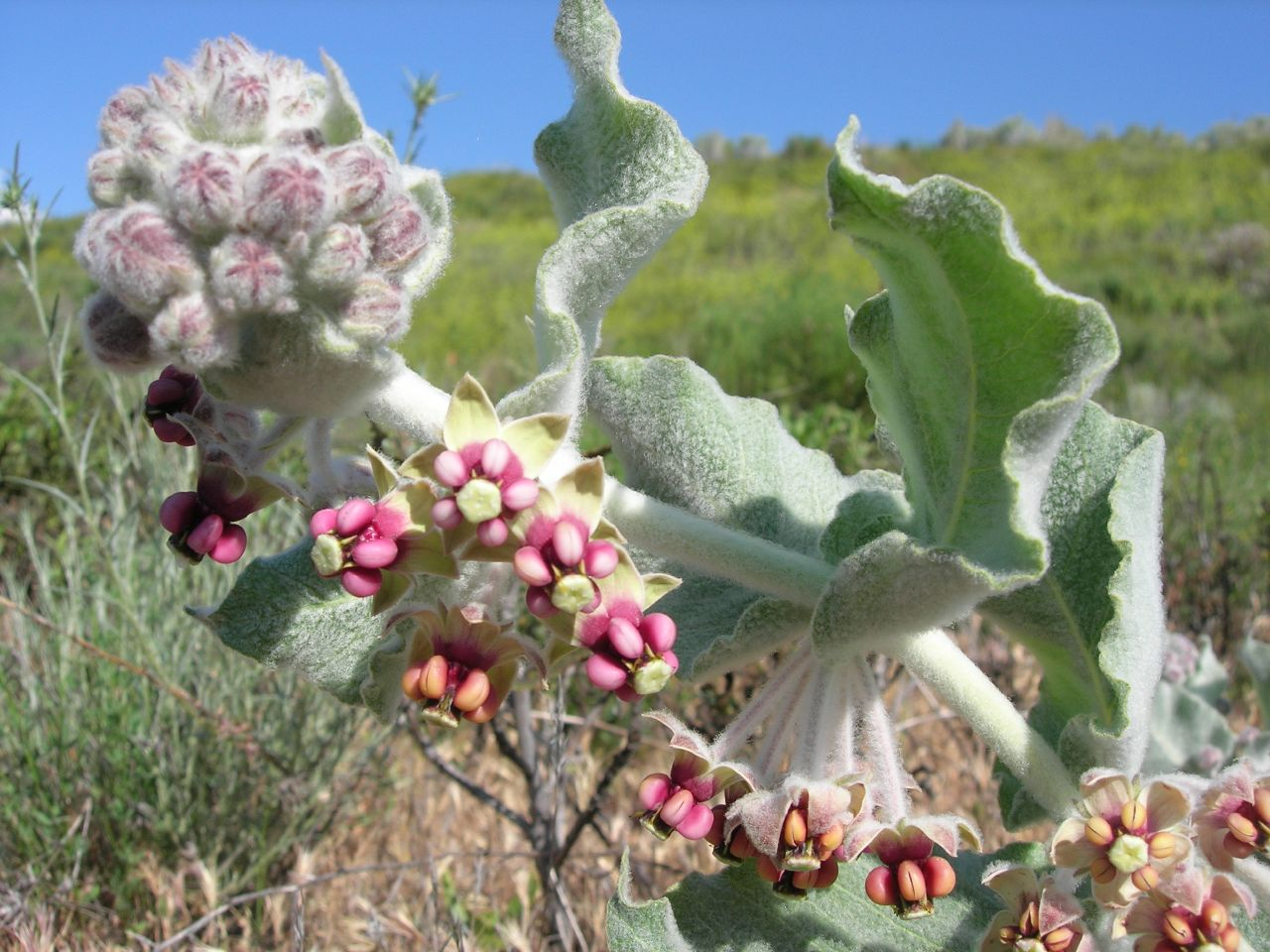
Vista de la planta

## Descripción
Es una planta perenne con flores  de color blanco, choro de que se debe doblar ni correr por el suelo. Las abundantes flores son colgantes con estructuras redondeadas con recogidas corolas estrelladas y anteras bulbosas. Las flores tienen tenues o brillantes tonos de color rosa o lavanda.  

## Ecología
Asclepias californica es una importante y específica  planta de alimentos, por el néctar y la vegetación, de la mariposa monarca, y la planta el hábitat del capullo. Los alcaloides que ingieren de la planta son retenidos en la mariposa, por lo que es desagradable para sus depredadores.

## Usos
Esta planta era un alimento dulce utilizado por los Kawaiisu, una tribu indígena de California.  La savia de las hojas es masticable y da sabor durante la cocción.

## Taxonomía
Asclepias californica fue descrita por Edward Lee Greene  y publicado en Erythea 1(4): 92. 1893.
Etimología
Asclepias: nombre genérico que Carlos Linneo nombró en honor de Esculapio (dios griego de la medicina), por las muchas aplicaciones medicinales que tiene la planta.
californica: epíteto geográfico que se refiere a su localización en California.
Variedades
- Asclepias californica subsp. californica Greene
- Asclepias californica subsp. greenei Woodson[3]

Sinonimia
- Gomphocarpus tomentosus (Torr.) A.Gray
- Gomphocarpus tomentosus var. xanti A. Gray
- Gomphocarpus torreyi J.F.Macbr.
- Gomphocarpus torreyi var. xanti (A.Gray) J.F.Macbr.[4]